# Lasiodorides
Genre
Lasiodorides est un genre d'araignées mygalomorphes de la famille des Theraphosidae.

## Distribution
Les espèces de ce genre sont endémiques du Pérou.

## Liste des espèces
Selon World Spider Catalog (version 22.5, 20/07/2021) :
- Lasiodorides polycuspulatus Schmidt & Bischoff, 1997
- Lasiodorides striatus (Schmidt & Antonelli, 1996)

## Publication originale
- Schmidt & Bischoff, 1997 : « Die Gattung Lasiodorides n. gen. und ihre Typus-Art Lasiodorides polycuspulatus n. sp. (Arachnida: Araneae: Theraphosidae: Theraphosinae). » Entomologische Zeitschrift, vol. 107, p. 153-159.